# 海沃德鎮區 (明尼蘇達州弗里伯恩縣)
海沃德鎮區（英語：Hayward Township）是位於美國明尼蘇達州弗里伯恩縣的一個行政鎮區。

## 地方資料
海沃德鎮區的面積為92.12平方千米，當中陸地面積為89.50平方千米，而水域面積為2.62平方千米。根據2020年美國人口普查的數據，當地共有人口339人，而人口密度為每平方千米3.68人。